# Жепотовиці
Жепотовиці (пол. Rzepotowice) — село в Польщі, у гміні Тшебниця Тшебницького повіту Нижньосілезького воєводства.
Населення — 110 осіб (2011).
У 1975-1998 роках село належало до Вроцлавського воєводства.

## Демографія
Демографічна структура станом на 31 березня 2011 року:
|          | Загалом | Допрацездатний вік | Працездатний вік | Постпрацездатний вік |
| -------- | ------- | ------------------ | ---------------- | -------------------- |
| Чоловіки | 62      | 11                 | 46               | 5                    |
| Жінки    | 48      | 6                  | 33               | 9                    |
| Разом    | 110     | 17                 | 79               | 14                   |